# Porfiroklasty
Porfiroklast – ocalały od rozkruszenia bądź zmielenia okruch skały pierwotnej, która dostała się w strefę działalności metamorfizmu dyslokacyjnego. Porfiroklasty występują w otoczeniu drobniejszej miazgi kataklastycznej w postaci kataklazytu lub mylonitu utworzonego wskutek działalności dużych stref uskokowych.